# Groundation
Groundation és un grup de roots reggae estatunidenc amb influències de jazz i dub del comtat de Sonoma, al nord de Califòrnia. Duu el nom de la cerimònia rastafari de Grounation. Al llarg dels anys, Groundation ha actuat en nombrosos països dels 5 continents. El 2022 va publicar el seu desè àlbum d'estudi titulat One Rock.

## Història
Format a la tardor de 1998 per Harrison Stafford, Groundation va començar al campus del programa de jazz de la Sonoma State University. Harrison va formar el grup inicial amb el baixista Ryan Newman, el teclista Marcus Urani i el bateria Jason Bodlovitch, que eren companys d'estudis. Entre 1999 i 2001, Stafford va impartir el primer curs sobre Història de la Música Reggae a la universitat. El 1999 Stafford es va sumar a Kris Dilbeck per a fundar Young Tree Records i publicar l'àlbum de debut de Groundation Young Tree.
El Grounation Day és un important dia sagrat rastafari que se celebra el 21 d'abril i commemora la primera visita de l'emperador d'Etiòpia Haile Selassie a Jamaica el 1966. El Grounation Day és el segon en importància després del Dia de la Coronació, que se celebra el 2 de novembre, en honor a la coronació de Haile Selassie el 1930.
El 1999, mentre estava a Jamaica, Stafford va conèixer l'enginyer de so Jim Fox, que va participar en la producció de molts dels llançaments més emblemàtics de RAS Records. Fox va remasteritzar tant Young Tree com Each One Teach One i va gravar Hebron Gate (2002). Fox ha continuat treballant amb Groundation en cada àlbum posterior, ajudant a donar forma al seu so a We Free Again (2004), Upon The Bridge (2006), Here I Am (2009), Building An Ark (2012) i A Miracle (2014). De la mateixa manera, l'aspecte gràfic de Groundation va a càrrec de l'amic de la infància de Stafford, Giovanni Maki, qui crea tots els dissenys visuals des del principi.

## Discografia

### Àlbums d'estudi
- 1999: Young Tree[8]
- 2001: Each One Teach One
- 2002: Hebron Gate
- 2004: We Free Again
- 2005: Dub Wars
- 2006: Upon the Bridge
- 2008: Rockamovya
- 2009: Here I Am
- 2011: Gathering of the Elders
- 2011: We Dub Again (remescles dub de We Free Again)
- 2012: Building an Ark
- 2014: A Miracle
- 2016: Each One Dub One
- 2018: The Next Generation
- 2020: The Next Generation Live
- 2022: One Rock